# Jove Guàrdia Roja
La Jove Guàrdia Roja (JGR) va ser el referent juvenil del Partit del Treball d'Espanya, organització comunista d'orientació maoista activa durant la darrera etapa del franquisme i la Transició espanyola. La secretària general era Pina López-Gay.
Es va formar vers el 1973 de la unió de les Joventuts Universitàries Revolucionàries, Joventuts Revolucionàries de Batxillerat i la branca obrera juvenil del PCE (i), i va organitzar mobilitzacions juvenils i estudiantils durant la Transició espanyola demanant el rupturisme amb la situació anterior i una forta transformació social. Organitzà una vaga general a la Universitat de Madrid el 23 de gener de 1975, on hi foren especialment actius i havien organitzat un Festival de los Pueblos Ibéricos, tot un referent en el món antifranquista. També organitzaren manifestacions de protesta per la mort de Javier Verdejo, militant de la JGR a Andalusia assassinat per la guàrdia civil a Almeria el 1976. A Catalunya organitzaren la Taula de Joves i per primer cop en la transició organitzaren la Flama del Canigó. El 1977 foren legalitzades, com la majoria d'organitzacions d'extrema esquerra. El 1979 participà en un procés d'integració en la Unió de Joventuts Maoistes, quan el PTC es va unir a la ORT. Es va dissoldre el 1980, quan ho va fer el PTC.